# Gunnar Höckert
Gunnar Mikael Höckert (12. února 1910 – 11. února 1940) byl finský atlet, běžec na střední tratě, olympijský vítěz v běhu na 5000 metrů z Olympijských her 1936 v Berlíně a bývalý držitel světového rekordu v běhu na 3000 metrů, 2 míle a 2000 metrů.

## Sportovní kariéra
Gunnar Höckert se narodil 12. února 1910 v Helsinkách do bohaté rodiny finských Švédů. Jeho nejvýznamnější závodní sezónou byl rok 1936, ve kterém se na Letních olympijských her 1936 v Berlíně zúčastnil běhu na 5000 m. Během tohoto závodu zprvu udával tempo Američan Donald Lash, toto tempo však po 2000 m navýšili tři přítomní Finové, kteří jej následně předběhli. Nedlouho po tomto zvratu se z trojice běžců ve vedoucí skupině oddělil Henry Jonsson a boj o vítězství se přesunul mezi Höckerta a Laurinia Lehtinena, který byl současným držitelem světového rekordu na této distanci. V posledním kole si však Höckert vytvořil nad Lehtinenem náskok a do cíle doběhl ve světově nejlepším časem této sezóny 14:22,2 s. Na třetí pozici doběhl Henry Jonsson a za ním se umístil Japonec Kohei Murakoso, který krátce po startu vedl závod z první pozice.
V téže sezóně později 16. září ve Stockholmu Höckert vytvořil nový světový rekord v běhu na 3000 m, který vylepšil na 8:14,8 s. Dalšího světového rekordu se dočkal přesně o týden později na tomtéž atletickém stadionu, kde 23. září 1936 pokořil světový rekord v běhu na dvě míle, a posunul jej na 8:57,4 s. Znovu o týden později 30. září 1936 v Malmö časem 5:21, 8 s zaběhl světový rekord v běhu na 2000 m, který dosud držel Francouz Jules Ladoumegue.
Krátce po skončení Olympijských her 1936 začaly Höckerta stíhat zdravotní problémy způsobené revmatismem, kvůli čemuž nemohl účinně trénovat a již nikdy se nevrátil na takovou úroveň, jaké dosahoval během roku 1936. Höckert při válečného konfliktu během druhé světové války mezi Finskem a Sovětským svazem známým jako Zimní válka nastoupil dobrovolně do služby jako podporučík a sloužil zde na Karelské šíji. Padl v bojích o hlavní pozice Mannerheimovy linie v den před svými 30. narozeninami. Höckert je pohřben na hřbitově Hietaniemi v Helsinkách.